# Baisalina
Baisalina es un género de foraminífero bentónico de la familia Baisalinidae, de la superfamilia Cornuspiroidea, del suborden Miliolina y del orden Miliolida. Su especie tipo es Baisalina pulchra. Su rango cronoestratigráfico abarca el Ufimiense (Pérmico superior).

## Clasificación
Baisalina incluye a las siguientes especies:
- Baisalina americana †
- Baisalina consueta †, también considerado como Septigordius consueta †
- Baisalina elliptica †
- Baisalina flangensis †, también considerado como Septigordius flangensis †
- Baisalina giganta †
- Baisalina globosa †
- Baisalina globuloris †
- Baisalina hunanica †
- Baisalina orbicula †, también considerado como Septigordius orbicula †
- Baisalina ovata †
- Baisalina pressula †, también considerado como Septigordius pressula †
- Baisalina pulchra †
  - Baisalina pulchra magna †
  - Baisalina pulchra reitlingerae †
- Baisalina rotunda †
- Baisalina stabilis †
- Baisalina turgida †, también considerado como Septigordius turgidus †
- Baisalina zhesiensis †